# Ким Вонги
Ким Вонги (кор. 김원기?, 金原基?; 6 января 1962, Хампхён, Чолла-Намдо — 27 июля 2017, Вонджу, Канвондо) — корейский борец греко-римского стиля, чемпион Олимпийских игр.

## Биография
Начал заниматься борьбой в университете на первом курсе.
На Летних Олимпийских играх 1984 года в Лос-Анджелесе боролся в категории до 62 килограммов (полулёгкий вес). Участники турнира, числом в 20 человек в категории, были разделены на две группы. За победу в схватках присуждались баллы, от 4 баллов за чистую победу и 0 баллов за чистое поражение. Когда в каждой группе определялись три борца с наибольшими баллами (борьба проходила по системе с выбыванием после двух поражений), они разыгрывали между собой места в группе. Затем победители групп встречались в схватке за первое-второе места, занявшие второе место — за третье-четвёртое места, занявшие третье место — за пятое-шестое места. Практически с большинством своих соперников Ким Вон Ки разобрался досрочно, записав себе в актив в частности одну из самых быстрых побед: в течение двадцати секунд. Однако в финальной схватке с Кентом-Улле Юханссоном оба борца набрали одинаковое количество баллов, и корейский борец получил «золото» лишь по дополнительным критериям.
| Круг               | Соперник           | Страна    | Результат | Основание                         | Время схватки |
| ------------------ | ------------------ | --------- | --------- | --------------------------------- | ------------- |
| 1                  | Роберто Асевес     | Мексика   | Победа    | 13-0 (4 балла)                    | 1:24          |
| 2                  | Густаво Мансур     | Сальвадор | Победа    | Туше (4 балла)                    | 0:20          |
| 3                  | Стелиос Мигиакис   | Греция    | Победа    | 14-2 (4 балла)                    | 4:50          |
| 4                  | -                  | -         | -         | -                                 |               |
| 5                  | Сэити Осанаи       | Япония    | Победа    | 4-2 (3 балла)                     |               |
| Финал в группе «Б» | Хуго Диче          | Швейцария | Победа    | Туше (4 балла)                    | 1:56          |
| Финал              | Кент-Улле Юханссон | Швеция    | Победа    | 3-3 (по дополнительным критериям) | -             |

В 1986 году оставил большой спорт после проигрыша отборочных соревнований на Летние Азиатские игры.
В 1987 году окончил университет Чхонъун, получив степень магистра в области физической культуры. До двухтысячных годов работал в компании Samsung, затем преподавал в университете, в 2009 году получил степень доктора наук в области физической культуры в Университете Кён Хи.